# 新康翎駅
新康翎駅（シンガンリョンえき）は朝鮮民主主義人民共和国黄海南道康翎郡に位置する朝鮮民主主義人民共和国鉄道省の駅である。